# التميمي
التميمي هي قرية صغيرة في ليبيا . تبعد 75 كم جنوب درنة ، و100 كم غرب طبرق.
سميت نسبة ل بني تميم .[بحاجة لمصدر]

## الجغرافيا
تفتقر التميمي إلى توفر المياه العذبة، حيث أن مياهها الجوفية مالحة، وهذا جعلها قليلة السكان إذ بلغ تعدادهم 4,667 نسمة عام 2006، ولذلك فإن هذه المنطقة قليلة الأهمية. لكن تعبيد طريق الخروبة–التميمي الصحراوي في الفترة 1975-1985 حسن قليلاً من أهميتها، إذ صارت نقطة تقاطع بين هذا الطريق، وبين طريق درنة - طبرق الرئيسي. تمتلك التميمي شاطئ جميل، لكنه غير مستغل.

## التاريخ
- يذكر المؤرخ اليوناني هيرودت أن مدينة قورينا تأسست في أواسط القرن السابع قبل الميلاد، وأن مجموعة من المهاجرين اليونانيين وصلوا إلى ساحل خليج البمبة (هو نفسه خليج التميمي) من جزيرة طيرة (ثيرا) في بحر إيجة، وأنهم ذهبوا، بعد بقاءهم على الساحل عدة سنوات، إلى مقر مدينة قورينا، وأسسوها.[2] وتقول الأسطورة أن بناءً على نصيحة الإله اتجه الملك باتوس إلى ليبيا، ونزلوا في خليج التميمي (هو نفسه خليج البمبة)، ومن ثم اتجهوا غرباً وأسسوا مدينة قورينا.[3]
- قبل مجئ الإسلام إلى ليبيا عام 642، كان باليوروس (Paliuros) هو الاسم الذي عرفت به التميمي.[4]
- إبان الحرب العالمية الثانية ، قام القائد الألماني إرفين رومل بشن هجومه عبر برقة في 21 يناير 1942، وفي الثالث من فبراير كانت قواته قد وصلت إلى التميمي، ثم بقيت هناك حتى 26 مايو 1942، حيث بدأ شن الهجوم الذي عرف باسم معركة عين الغزالة.[5]